# Carretera Vitoria-Leza
La carretera que une Vitoria con Leza (Álava) es una vía comarcal que discurre por dos comunidades autónomas distintas, por lo que su denominación varía en cada una de ellas. En Álava se llama  A-2124 , mientras que en Castilla y León recibe la nomenclatura  BU-750 . Antes de la transferencia de las carreteras comarcales y locales a las administraciones autonómicas y provinciales, esta carretera fue la  L-122 .
Su trazado comienza al sur de la ciudad de Vitoria, junto al barrio de Arechavaleta, y se dirige al sur para cruzar al Condado de Treviño por el puerto de Vitoria (758 m). Atraviesa Treviño de norte a sur cruzándose con la  CL-127  en Ventas de Armentia. Vuelve a entrar en la provincia de Álava por el alto del Somo (768 m), al norte de Peñacerrada, y continúa hacia el sureste para ir a buscar el puerto de Herrera (1.100 m). Tras bajar Herrera termina al empalmar con la  A-124  junto al Hospital de Leza, desde donde se puede continuar hacia Laguardia y Logroño.

## Trazado
| Velocidad | Esquema | Carretera que enlaza                                                                                  |
| --------- | ------- | --- |
|           |         | Vitoria                                                                                               |
|           |         | Punto limpio Gardelegui A-4128 Castillo                                                               |
|           |         | Puerto de Vitoria (758 m)                                                                             |
|           |         | |
|           |         | BU-V-7452 San Vicentejo                                                                               |
|           |         | Ventas de Uzquizano                                                                                   |
|           |         | BU-V-7415 Imiruri                                                                                     |
|           |         | Uzquizano                                                                                             |
|           |         | CL-127 Obécuri - Bernedo - Sta. Cruz de Campezo                                                       |
|           |         | Ventas de Armentia CL-127 Treviño - La Puebla de Arganzón - Miranda de Ebro                           |
|           |         | Armentia                                                                                              |
|           |         | BU-V-7448 Arana                                                                                       |
|           |         | BU-V-7446 San Martín Zar - Taravero - Villanueva Tobera                                               |
|           |         | A-4129 Baroja                                                                                         |
|           |         | Moraza                                                                                                |
|           |         | Alto del Somo (768 m)                                                                                 |
|           |         | |
|           |         | A-4162 Payueta                                                                                        |
|           |         | Peñacerrada                                                                                           |
|           |         | A-3126 Berganzo - Zambrana A-3202 Rivas de Tereso - Labastida - Haro A-3130 Pipaón - Lagrán - Bernedo |
|           |         | Puerto de Herrera (1.100 m)                                                                           |
|           |         | A-124 Briñas - Laguardia - Logroño                                                                    |